# Gückingen
Gückingen ist eine Ortsgemeinde im Rhein-Lahn-Kreis in Rheinland-Pfalz. Sie gehört der Verbandsgemeinde Diez an.

## Geographie

### Geographische Lage
Gückingen liegt etwa 3 km westlich von Limburg an der Lahn, etwa 4 km nördlich von Diez und etwa 14 km östlich von Montabaur direkt an der Grenze zu Hessen. Das Gebiet der Ortsgemeinde Gückingen gehört zu den Ausläufern des Westerwalds.

### Gemeindegliederung
Zu Gückingen gehört der Ortsteil Königstein.

## Geschichte
Die erste urkundliche Erwähnung liegt aus dem Jahr 1367 vor. Auf dem Gebiet des heutigen Ortes befand sich ein landwirtschaftliches Anwesen, das zu dem auf der anderen Lahnseite im heutigen Diez ansässigen Kloster Dierstein gehörte. Auf diesem Hof wurde im 13. und 14. Jahrhundert in der Hauptsache Ackerbau, Viehzucht und auch Weinbau betrieben. Im Verlauf des Dreißigjährigen Krieges kam es zu wiederholten Plünderungen und Verwüstungen durch schwedische und französische Truppen, von denen sich die Ansiedlung generationenlang nicht erholte, so dass es 1720 nur zehn bewohnte Häuser in Gückingen gab. Der Weinbau wurde im 18. Jahrhundert eingestellt. Das Kloster Dierstein wurde im Dreißigjährigen Krieg ebenfalls schwer zerstört und die Reste in den Jahren danach abgetragen. 1676 wurde an selber Stelle das Schloss Oranienstein erbaut. Ab 1806 war der Ort Teil des Herzogtums Nassau, das 1866 von Preußen annektiert wurde. Seit 1946 ist Gückingen Teil des Landes Rheinland-Pfalz.
Die Einwohnerschaft entwickelte sich im 19. und 20. Jahrhundert wie folgt: 1843: 141 Einwohner, 1927: 325 Einwohner, 1964: 446 Einwohner.

## Religion
Gückingen ist der römisch-katholischen Pfarrei Herz-Jesu in Diez zugeordnet und gehört mit ihr zum Pastoralen Raum Diez, welcher selbst wiederum dem Bezirk Limburg im Bistum Limburg eingegliedert ist.
Auf evangelischer Seite ist der Ort der Kirchengemeinde Diez-Altendiez St. Peter im Dekanat Nassauer Land der Propstei Rheinhessen und Nassauer Land in der Evangelischen Kirche in Hessen und Nassau (EKHN) zugehörig.

## Politik

### Gemeinderat
Der Gemeinderat in Gückingen besteht aus 16 Ratsmitgliedern, die bei der Kommunalwahl am 9. Juni 2024 in einer Mehrheitswahl gewählt wurden, und dem ehrenamtlichen Ortsbürgermeister als Vorsitzendem. Im Jahr 2009 fand eine personalisierten Verhältniswahl statt.

### Bürgermeister
Kathrin Hüge wurde am 17. Juli 2024 Ortsbürgermeisterin von Gückingen. Bei der Direktwahl am 9. Juni 2024 hatte sie sich mit einem Stimmenanteil von 50,4 % gegen einen Mitbewerber durchgesetzt.
Hüges Vorgänger Thomas Petri hatte das Amt 2014 übernommen und kandidierte nach einer Wiederwahl 2019 bei der Wahl 2024 nicht erneut als Ortsbürgermeister.

### Wappen
| Wappen von Gückingen | Blasonierung: „In Grün eine widersehende silberne Taube mit goldenem Zweig im Schnabel.“ |
| Wappen von Gückingen | Wappenbegründung: So der Schild in den Gemeindesiegeln von 1816 bis ins 20. Jahrhundert hinein. Farben ergänzt. Der zum Fürstentum Nassau-Diez gehörige Ort hat kein eigenes Gericht gebildet und daher vor dem 19. Jahrhundert auch keine Siegel geführt. |

## Verkehr
- Gückingen ist über die Kreisstraßen K 28 und K 27 an das überörtliche Straßennetz angebunden. Die Anschlussstelle Diez der A 3 liegt etwa 5 km entfernt.
- Anschluss an den Regionalbusverkehr besteht durch die Buslinie 450 (Montabaur – Nentershausen – Diez – Limburg) des Rhein-Mosel-Bus sowie die Linie 575 (Nentershausen – Hambach – Diez) der Firma Martin Becker.
- Die nächstgelegenen Anschlussmöglichkeiten an den Eisenbahnnahverkehr sind der Bahnhof Diez an der Lahntalbahn (RB 23 und RE 25) sowie der Bahnhof Diez-Ost an der Unter- und Oberwesterwaldbahn (RB 29 und RB 90). Die nächstgelegenen Bahnhöfe im Eisenbahnfernverkehr sind der Bahnhof Montabaur und der Bahnhof Limburg Süd.